# Mariah da Penha
Maria da Penha Santana da Conceição (Nova Iguaçu, 25 de outubro de 1958), conhecida como Mariah da Penha, é uma atriz, produtora, historiadora e cientista social brasileira.

## Biografia
De origem humilde, a atriz Mariah da Penha Santana nasceu em Nova Iguaçu no estado do Rio de Janeiro.
Mariah tornou-se conhecida por seus trabalhos como atriz, mas também trabalha como arte educadora, produtora, diretora de teatro e cinema. Além da área artística, Mariah possui duas graduações, em ciências sociais e história.

## Carreira
Sua primeira participação em televisão, ocorreu em 1986, na telenovela Dona Beija da Rede Manchete. Nesta emissora, realizou trabalhos até 1988, perído em que participou das telenovelas Helena e Olho por Olho.
Depois de cinco anos afastada de trabalhos na televisão, voltou em 1993 estreando na Rede Globo, com um pequeno papel na telenovela de grande sucesso Renascer. Em 1994 realizou participações em produções da Rede Globo, fez uma pequena participação em um episódio do extinto Você Decide e participou da minissérie Memorial de Maria Moura, protagonizada por Glória Pires.
Em 1999, pela primeira vez, Mariah obteve mais destaque em telenovelas. Como a empregada doméstica Lucilene, em Suave Veneno, Mariah ganhou notoriedade por cenas divertidas ao lado da grande vilã Maria Regina, interpretada pela atriz Letícia Spiller.
Mariah também fez pequenas participações no cinema nacional. Nos filmes Disparos, Tiradentes e Tim Maia, Mariah realizou papéis no elenco de apoio.
Em 2001 fez a novela A Padroeira, de Walcyr Carrasco. Em seguida, sempre em papéis coadjuvantes ou apenas participações especiais, fez as novelas Começar de Novo, Alma Gêmea, Cobras & Lagartos e A Favorita.
Voltou a ter mais destaque em Aquele Beijo, novela do horário das sete de Miguel Falabella, onde interpretou Dalva, funcionária do orfanato da trama. Em 2013, em Sangue Bom, interpretou Emília, empregada doméstica e babá dos protagonistas da trama.
Em 2015, estreou no elenco principal do seriado humorístico Os Suburbanos, do Multishow. Em 2018 esteve no horário nobre em Segundo Sol. Em 2020 realizou participação especial em Amor de Mãe.

## Filmografia

### Televisão
| Ano  | Título                                          | Personagem                        | Nota(s)                                   |
| ---- | ----------------------------------------------- | --------------------------------- | ----------------------------------------- |
| 1986 | Dona Beija                                      | Maria Aparecida (Cidinha)         |                                           |
| 1987 | Helena                                          | Isaura                            |                                           |
| 1988 | Olho por Olho                                   | Maria da Penha (Penha)            |                                           |
| 1993 | Renascer                                        | —                                 |                                           |
| 1994 | Memorial de Maria Moura                         | Íria                              |                                           |
| 1994 | Você Decide                                     | —                                 | Episódio: "Tudo pela Arte"                |
| 1999 | Suave Veneno                                    | Lucilene Barbosa da Silva         |                                           |
| 2001 | Porto dos Milagres                              | Empregada de Coló                 | Episódio: "12 de fevereiro"               |
| 2001 | A Padroeira                                     | Eusébia Correia                   |                                           |
| 2003 | A Casa das Sete Mulheres                        | Viriata                           |                                           |
| 2003 | Agora É que São Elas                            | Moradora da periferia             | Episódio: "8 de julho"                    |
| 2004 | Começar de Novo                                 | Neuza                             | Episódios: "18–21 de outubro"             |
| 2005 | Alma Gêmea                                      | Clarice                           |                                           |
| 2006 | Cobras & Lagartos                               | Cleonice                          | Episódios: "27 de outubro–13 de novembro" |
| 2008 | A Favorita                                      | Jurema                            |                                           |
| 2010 | A Turma do Pererê                               | Mãe Docelina                      |                                           |
| 2010 | Clandestinos: o Sonho Começou                   | Ana Rosa de Oliveira (Vó Rosa)    |                                           |
| 2011 | Aquele Beijo                                    | Dalva                             |                                           |
| 2013 | Sangue Bom                                      | Emília Fiapo dos Reis (Emilinha)  |                                           |
| 2014 | Os Homens São de Marte... E é pra Lá que Eu Vou | Rosa                              | Episódio: "Como Assim...?"                |
| 2015 | Os Suburbanos                                   | Dalva de Souza dos Santos (Avóia) | Temporada 1                               |
| 2018 | Segundo Sol                                     | Cleidinha                         | Episódio: "7 de novembro"                 |
| 2020 | Amor de Mãe                                     | Dona Clemildes                    | Episódio: "9 de janeiro"                  |
| 2022 | Um Lugar ao Sol                                 | Rosalinda                         | Episódio: "20 de janeiro"                 |
| 2022 | Além da Ilusão                                  | Manuela dos Santos                |                                           |
| 2023 | Elas por Elas                                   | Raquel Cury                       |                                           |
| 2024 | Garota do Momento                               | Maria Aparecida (Aparecida)       |                                           |

### Cinema
| Ano  | Título                        | Personagem           |
| ---- | ----------------------------- | -------------------- |
| 1987 | Leila Diniz                   | Mulher               |
| 1999 | Tiradentes                    | Escrava              |
| 2012 | Disparos                      | Enfermeira           |
| 2014 | Tim Maia                      | Empregada de Roberto |
| 2015 | Chatô, o Rei do Brasil        | Soraya Telles        |
| 2022 | Lima Barreto, ao Terceiro Dia | Ditinha              |
| 2022 | Os Suburbanos: O Filme        | Avóia                |
| 2025 | Coisa de Novela               | Dona Suzana          |

## Teatro
- - Levando a Vida no Cabelo, Um Dia de Madame, O Castiçal, Obrigada Cartola, Olho da Rua, Grupo Tá na Rua,  Grupo Dia a Dia, Teatro independente de Nova iguaçu.
- Prêmios e indicações
- Festival de Cinema de Brasilia 2005  com o filme Âmago
- Troféu Encontrarte
- Reconhecimento da obra Rede Baixada

## Prêmios e indicações
| Ano  | Premiação                               | Categoria             | Nomeações        | Resultado |
| ---- | --------------------------------------- | --------------------- | ---------------- | --------- |
| 2013 | Troféu Top of Business de Arte Nacional | Destaque Profissional | Sangue Bom       | Venceu    |
| 2013 | Troféu Top of Business de Arte Nacional | Destaque Profissional | Conjunto da Obra | Venceu    |

## Ligações Externas
- Mariah da Penha. no IMDb.